# Milena Plavšić

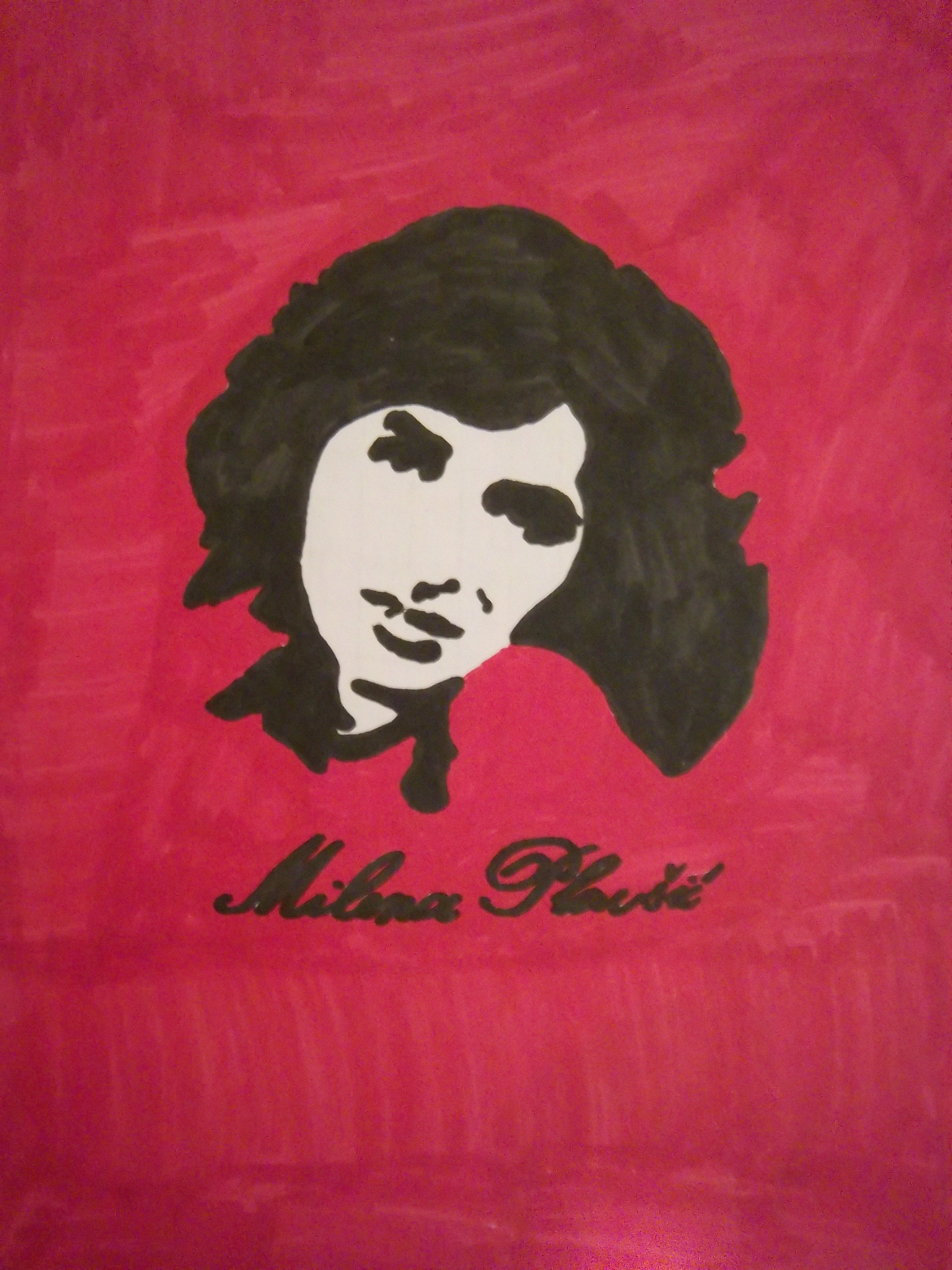

Milena Plavšić (geb. 28. Februar 1956 in Banja Luka, Jugoslawien) ist eine jugoslawisch-bosnisch-serbische Volksmusik- und Schlagersängerin. Milena wurde in eine Arbeiterfamilie in Banja Luka geboren. Nachdem sie den Gesangswettbewerb von Sokobanja 1971 gewonnen hatte, begann sie ihre Karriere 1972; ihr erster nationaler Hit Ti ne znaš a ja te volim («Du weißt es nicht, aber ich liebe Dich») erschien 1980 auf dem gleichnamigen Album.
Plavšić wohnt in Belgrad und lehnt es, ab in Banja Luka – heutzutage Hauptstadt der Republika Srpska, Bosnien und Herzegowina – in die Politik zu gehen.